# حدوة الحصان الأطلسية
حدوة الحصان الأطلسية (باللاتينية: Hippocrepis atlantica) نوع نباتي يتبع جنس حدوة الحصان من الفصيلة البقولية.

## الموئل والانتشار
ينتشر هذا النوع في جبال الأطلس في المغرب العربي.